# Kaaper
Kaaper eller Ka'aper, også kendt som Sheikh el-Beled, var en skriver og præst i det gamle Egypten, som levede mellem sent i det 4. dynasti og tidligt i det 5. (omkring 2.500 fvt.). Han var ikke af høj rang, men er berømt takket være den træstatue, han havde med i graven.
| Egyptens historie | Spire Denne artikel om Egyptens historie er en spire som bør udbygges. Du er velkommen til at hjælpe Wikipedia ved at udvide den. |